# Hexoplon integrum
Hexoplon integrum är en skalbaggsart som beskrevs av Friedrich F. Tippmann 1960. Hexoplon integrum ingår i släktet Hexoplon och familjen långhorningar. Inga underarter finns listade i Catalogue of Life.